# 이만재 (1949년)
이만재는 대한민국의 시인, 소설가,문학평론가이다. 1949년 마산 출생. 李乙로 시를 발표.
대표작;호모사피엔스의 축제(소설,상.하권)
월북한 천재문인들(평론집) 박대통령과 보물지도(장편소설) 고려인의 가슴은 파랬다(시집) 요한계시록(성시집) 대하소설 왜노(전7권) 등등.
수상;
법무부장관상(2003)
한국자유시인상(2003)
순수문학상(2005)
서포문학상(2008)
유승규문학상(2008)
조연현문학상(2008)
영랑문학상 평론대상(2017)